# Acochlidium amboinense
Acochlidium amboinense is een slakkensoort uit de familie van de Acochlidiidae. De wetenschappelijke naam van de soort is voor het eerst geldig gepubliceerd in 1892 door Strubell.